# Центрально-Міський район (Макіївка)
Центрально-Міський район Макіївки — у центрі та півночі міста Макіївка.
Загальна кількість населення — 94 937 чоловік (2001 рік)

## Географія
Річки: Калинова, Балка Суха Калинова.

## Визначні пам'ятки
- Донецький обласний російський театр юного глядача — ТЮГ (вул. Леніна, 64)
- Макіївський економіко-гуманітарний інститут (вул. Островського, 16)
- Філія Донецького обласного краєзнавчого музею (вул. Леніна, 51/26)
- Святий-Георгіївський храм
- Кінотеатр «Союз» (вул. Леніна, 50)
- Макіївський політехнічний коледж (вул. Леніна, 47)
- Готель «Маяк» (пл. Радянська, 7)
- ЦПКіВ імені 10-річчя незалежності України
- Міський сад (Піонерський парк)
- Стадіон «Бажановець» (у неробочому стані)
- ПК ім. М. И. Калініна шахти ім. В. М. Бажанова
- Центральний ринок (Червоний базар)
- Центрально-міське відділення ПАТ Промінвестбанку (м-н Сонячний, 12)

## Житлові масиви
- центр міста
- Центральний
- Сонячний
- Черемушки
- Селище шахти ім. В. М. Бажанова
- Даки
- (Селище шахти) Батова
- 92-квартирний (будинок)
- 3/5 (площа Грибниченко)
- квартал «Комсомольський»
- квартал «Гвардійський»
- квартал «Металург»
- квартал Шахтарський

## Основні автомагістралі
- вул. Леніна
- вул. Московська
- вул. Плеханова
- Донецьке шосе
- просп. 250-річчя Донбасу
- бульвар Горбачова
- вул. Донецька
- вул. Островського
- вул. Ольховська
- вул. 50-річчя СРСР
- пл. Леніна
- пл. Радянська
- пл. Героїв
- вул. В'яземського

## Промислові підприємства
- Шахти ДХК «Макіїввугілля»: імені Бажанова, імені Батова.
- Макіївське трамвайно-тролейбусне управління (МАКТТУ)
- Макіївський виноробний завод
- Макіївський міський водоканал

## Міський транспорт
- тролейбуси (представлені всі 4 міські маршрути):
  - 2 Дитячий мир (центр) — Залізничний вокзал
  - 3 Дитячий мир — сел. Бажанова
  - 4 Дитячий мир — «Даки»
  - 5 Дитячий мир — вул. Горностаєвська
- маршрутні таксі, автобуси:
  - 1 АВ «Центральний універмаг» — «Даки»
  - 2 АС «Плеханівська» — «Бажанова»
  - 4 АС «Плеханівська» — сел. «Ново-Калинове»
  - 7 АС «Плеханівська» — АС «Червоногвардійська» (через заводоуправління «ММК ім. Ілліча»)
  - 8 АС «Плеханівська» — Сел. «Шлях Ілліча»
  - 30 АС «Плеханівська» — АС «Червоногвардійська» (через «МІСІ»)

До початку 2006 року в районі експлуатувалися трамваї:
- 1 Залізничний вокзал (Кіровський район (Макіївка)) — Музичне училище № 99 (Кіровський район (Макіївка)), раніше містив у собі 2 маршрути:
  - 3 Залізничний вокзал (Кіровський район (Макіївка)) — Селище «Шлях Ілліча» (Кіровський район (Макіївка)),
  - 4 Ясинівський коксохімічний завод (Кіровський район (Макіївка)) — ПК імені 25 з'їзду КПРС (мікрорайон «Східний», Червоногвардійський район (Макіївка)),
- 6 Автостанція «Плеханівська» (раніше — від Нових Планів (Кіровський район (Макіївка))) — Вулиця Малиновського (ще раніше — до шахти «Червоногвардійська» (Червоногвардійський район (Макіївка)))

До останнього часу в районі експлуатувалися 8 з 9 тролейбусних маршрутів. У зв'язку з важкою економічною обстановкою 5 з 9 тролейбусних маршрутів (як і всі трамвайні маршрути) ліквідовані, контактні мережі й рейки на більшому протязі не експлуатованих маршрутів розібрані.

## Населення
За даними перепису 2001 року населення району становило 94417 осіб, із них 9,06 % зазначили рідною мову українську, 90,06 % — російську, 0,11 % — вірменську, 0,1 % — білоруську, 0,03 % — молдовську, 0,02 % — циганську, 0,01 % — єврейську та грецьку, а також польську, гагаузьку, болгарську та німецьку мови.

## Інше
- З півночі до Центрально-Міського району примикають приватні забудови дачного типу, знані як «виноградники», які простягаються від залізничної колії до каналу «Сіверський Донець — Донбас».
- На північному заході району є місцевість «Гірки», де розташована школа-інтернат, зона відпочинку зі ставком, питними джерелами води.